# Szürkearcú bülbül
A szürkearcú bülbül (Alophoixus bres) a madarak osztályának verébalakúak (Passeriformes) rendjébe és a bülbülfélék (Pycnonotidae) tartozó családja tartozó faj.

## Rendszerezése
A fajt René Primevère Lesson francia ornitológus írta le 1832-ben, a Lanius nembe Lanius bres néven. Sorolták a Criniger nembe Criniger bres néven is.

## Előfordulása
Az Indonéziához tartozó Bali és Jáva szigeteken honos. Természetes élőhelyei a szubtrópusi és trópusi, síkvidéki és hegyi esőerdők, valamint másodlagos erdők. Állandó, nem vonuló faj.

## Megjelenése
Testhossza 23 centiméter testtömege 29-52 gramm.

## Életmódja
Rovarokkal táplálkozik.

## Természetvédelmi helyzete
Az elterjedési területe még nagy, de gyorsan csökken, egyedszáma szintén csökken. A Természetvédelmi Világszövetség Vörös listáján veszélyeztetett fajként szerepel.